# Comuna Satulung, Maramureș
Satulung (în maghiară: Kővárhosszúfalu, în germană: Lengendorf) este o comună în județul Maramureș, Transilvania, România, formată din satele Arieșu de Pădure, Fersig, Finteușu Mic, Hideaga, Mogoșești, Pribilești și Satulung (reședința).

## Demografie
Componența etnică a comunei Satulung
     Români (67,14%)
     Romi (23,35%)
     Alte etnii (0,93%)
     Necunoscută (8,58%)
Componența confesională a comunei Satulung
     Ortodocși (77,65%)
     Penticostali (6,02%)
     Creștini după evanghelie (1,47%)
     Reformați (1,13%)
     Alte religii (3,2%)
     Necunoscută (10,52%)
Conform recensământului efectuat în 2021, populația comunei Satulung se ridică la 6.376 de locuitori, în creștere față de recensământul anterior din 2011, când fuseseră înregistrați 5.837 de locuitori. Majoritatea locuitorilor sunt români (67,14%), cu o minoritate de romi (23,35%), iar pentru 8,58% nu se cunoaște apartenența etnică. Din punct de vedere confesional, majoritatea locuitorilor sunt ortodocși (77,65%), cu minorități de penticostali (6,02%), creștini după evanghelie (1,47%) și reformați (1,13%), iar pentru 10,52% nu se cunoaște apartenența confesională.

## Politică și administrație
Comuna Satulung este administrată de un primar și un consiliu local compus din 15 consilieri. Primarul, Bujorel Vasile Mureșan[*], de la Partidul Social Democrat, este în funcție din 2012. Începând cu alegerile locale din 2024, consiliul local are următoarea componență pe partide politice:
|  | Partid                          | Consilieri | Componența Consiliului | Componența Consiliului | Componența Consiliului | Componența Consiliului | Componența Consiliului | Componența Consiliului | Componența Consiliului | Componența Consiliului | Componența Consiliului |
|  | ------------------------------- | ---------- | ---------------------- | ---------------------- | ---------------------- | ---------------------- | ---------------------- | ---------------------- | ---------------------- | ---------------------- | ---------------------- |
|  | Partidul Social Democrat        | 9          |                        |                        |                        |                        |                        |                        |                        |                        |                        |
|  | Partidul Național Liberal       | 3          |                        |                        |                        |                        |                        |                        |                        |                        |                        |
|  | Partidul Mișcarea Populară      | 2          |                        |                        |                        |                        |                        |                        |                        |                        |                        |
|  | Alianța pentru Unirea Românilor | 1          |                        |                        |                        |                        |                        |                        |                        |                        |                        |

## Atracții turistice
- Rezervația naturală "Pădurea Bavna" (26 ha), satul Fersig
- Castelul Teleki, satul Pribilești
- Bârsău - Șomcuta (sit Natura 2000)